# Escultura virreinal peruana

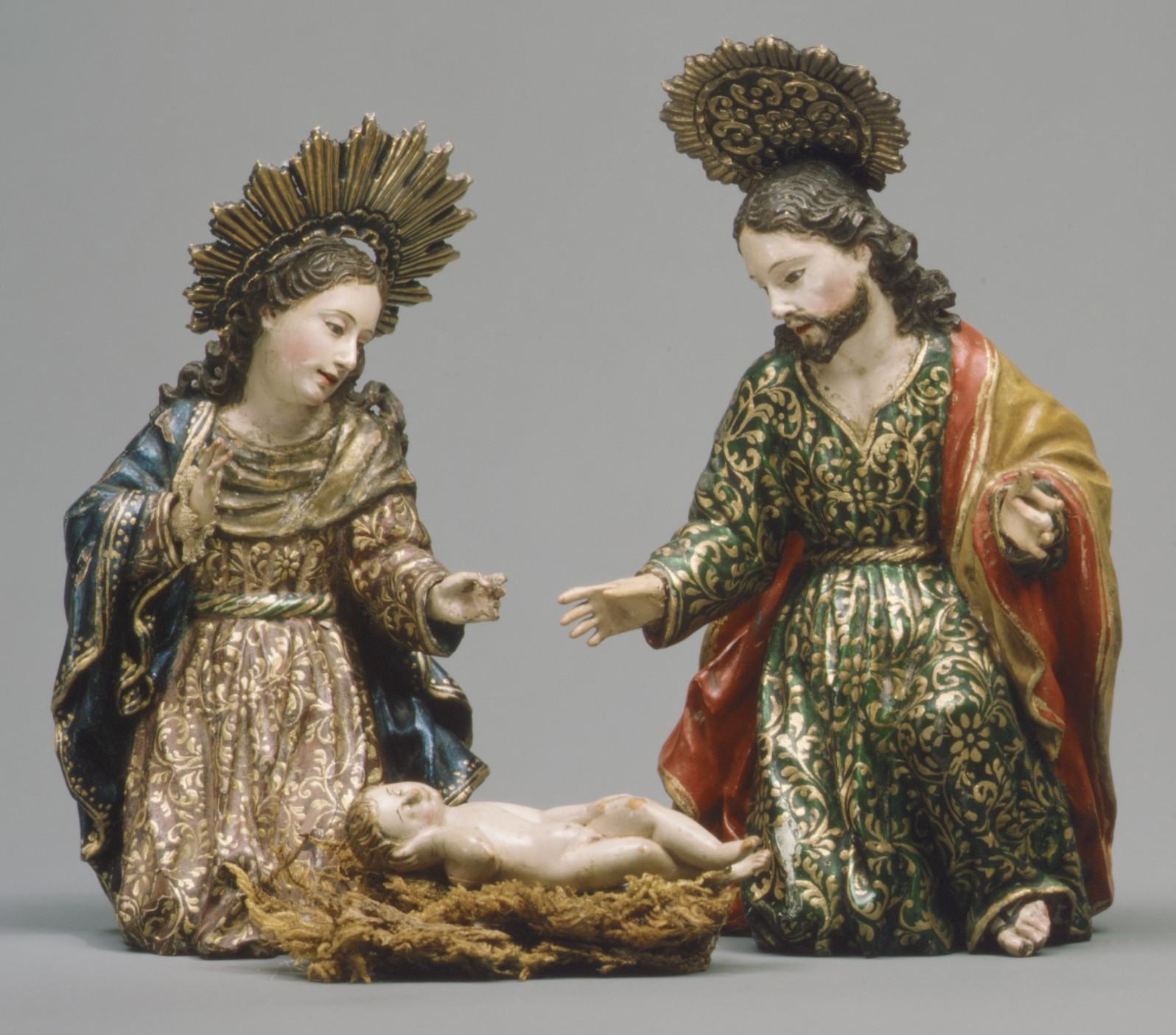
Natividad de Manuel Chili Caspicara

La escultura en el Virreinato del Perú es la desarrollada en los territorios del Virreinato desde su constitución en 1542 hasta su desaparición a comienzos del siglo XIX.
Al igual que ocurrió con la pintura la importación de obras y la llegada de artistas europeos, mayormente españoles marcaron en sus inicios una evolución del arte que mimetiza lo que ocurría en la península, fundamentalmente en Andalucía dado el poderoso influjo de la escuela sevillana. El paulatino acceso a los talleres de artesanos indígenas y la labor de las órdenes religiosas en la formación de estos, dio lugar a que la influencia de las tradiciones precolombinas tanto en las esculturas de bulto redondo como en la ejecución de retablos fuese produciendo un arte de fuerte personalidad, síntesis de los nuevos estilos llegados de Europa y del de las diversas escuelas autóctonas.
Los principales focos artísticos en el Virreinato desde los que irradiaron tanto obras como maneras de hacer al resto del territorio fueron Lima dada su importancia como capital del virreinato y donde la influencia sevillana fue más perdurable, y el quiteño, quizás el que presentó una idiosincrasia más acusada en el desarrollo de las artes. A partir de la segunda mitad del siglo XVII el área de Cuzco generó un tipo de imágenes de vestir de profunda aceptación popular con lo que se constituyó en el tercer centro escultórico del Virreinato.

## Comienzos
Desde los inicios de la colonización española el desarrollo de la actividad escultórica bien por los primeros artífices llegados de la península o bien por la importación de obras fue común a todas las poblaciones que fueron surgiendo. Frente a la diversidad cultural y artística existente en la América precolombina se produjo un proceso de unificación iconográfica, de técnicas y de estilos a lo largo de todo el territorio americano. Por un lado se dio un despliegue de la escultura en piedra ligada al desarrollo de la arquitectura en la decoración de las portadas y fachadas, y por otro, en madera dorada o policromada destinadas a cubrir las necesidades litúrgicas ya fuese de retablos, imágenes procesionales o empleadas en la devoción privada. Hay que destacar que fueron las órdenes religiosas quienes crearon las primeras escuelas de artes y oficios tendentes a proporcionar la iconografía religiosa necesaria para la celebración del culto religioso y la evangelización de la población.
La capitalidad que ostentó Lima en el Virreinato y el ser centro de las relaciones comerciales con la península provocó su rápido crecimiento urbano. La instalación en ella de las principales órdenes religiosas así como la construcción de templos ocasionó que tuviesen que cubrir sus necesidades de imágenes religiosas demandándolas a los talleres peninsulares. De entre esas primeras imágenes conservadas sobresalen las atribuidas a Roque Balduque, escultor de filiación renacentista con influencias gótico flamencas.
En Quito los franciscanos de origen flamenco Jodoco Ricke y Pedro Gosseal fundaron en 1551 la escuela de artes y oficios San Juan Evangelista que puede ser considerada como el germen de la Escuela Quiteña de arte que alcanzó un amplio desarrollo en las siguientes centurias.

## Manierismo e influencia de la escuela italiana
En el último cuarto del siglo XVI maestros italianos como Bernardo Bitti o Angelino Medoro ambos pintores y escultores introdujeron la influencia italiana en ambas artes, más perdurable en la pintura pues a finales de siglo ya se imponía el realismo de influencia andaluza en la escultura.
Será la sevillana de estirpe monteñesina la dominante en el siglo siguiente. Si bien trabajaban en el Perú maestros vinculados a otras escuelas, caso del castellano Gómez Hernández Galván del que se conocen que trabaja en la Catedral de Lima, y de la continua llegada al Perú a finales del siglo XVI de obras de los talleres sevillanos entre ellos de los de Juan Bautista Vázquez el Viejo y Jerónimo Hernández será la influencia de la obra de Juan Martínez Montañés la que se imponga.

#### Aporte local andino
Más allá del foco limeño y su influencia en otras ciudades del virreinato, hacia finales de siglo en la zona alta del Perú talleres indígenas desarrollan una técnica original utilizando el maguey, una planta autóctona de la zona. En Cuzco estos talleres crearon un estilo cada vez más diferenciado del andaluz también presente en la ciudad. Su mejor exponente fue el inca Francisco Tito Yupanqui.

## Corriente sevillana clasicista. Evolución al realismo

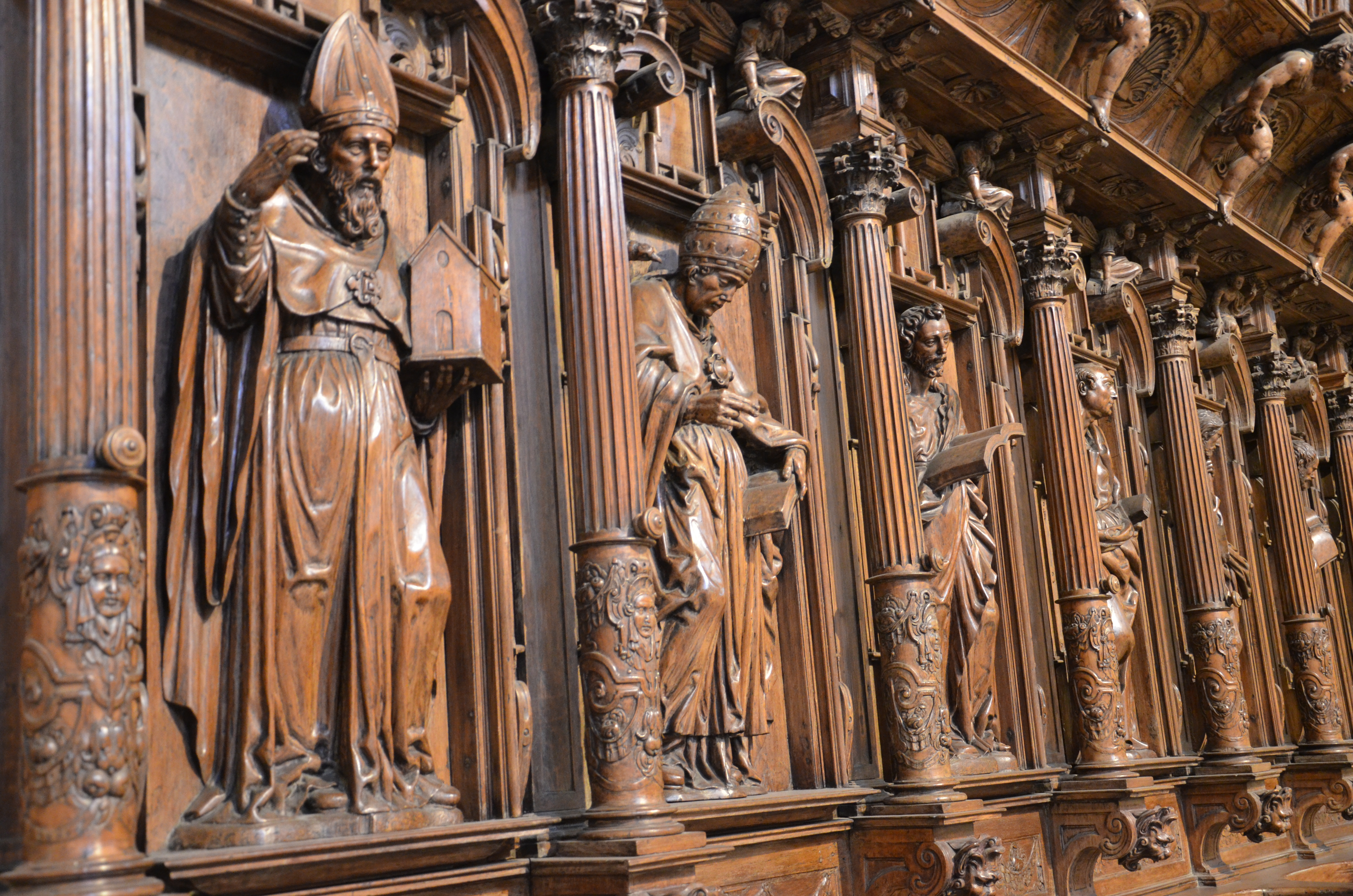
Sillería del coro de la Catedral de Lima. Pedro de Noguera

A finales del siglo XVI y comienzos del XVII la llegada al Perú de obras y retablos de talleres sevillanos, sobre todo del de Juan Martínez Montañés, así como el arribo de artistas vinculados a su escuela caso de los escultores Martín de Oviedo y Martín Alonso de Mesa, van a determinar que sean las características de esta escuela las que dicten el gusto limeño de las siguientes décadas. Serán estos escultores y la llegada en el inicio de la tercera década del siglo de Pedro de Noguera, Gaspar de la Cueva y Luis Ortiz de Vargas entre otros, los que impulsen el desarrollo de la escuela escultórica limeña. Junto a los anteriores aparecen los primeros imagineros criollos de relevancia como fueron Pedro Muñoz de Alvarado, a quien se debe el conjunto de la Sagrada Familia de la Catedral, y el mexicano Juan García Salguero.
La obra más importante del periodo fue la realización de la sillería del coro de la Catedral de Lima. Lo intrincado de su adjudicación y los pleitos a que dio lugar retrasaron su inicio y ha generado muchas dudas sobre su autoría. Actualmente se considera que el taller de Pedro de Noguera realizó la sillería del coro catedralicio sin intervención de otros talleres basándose en un diseño previo de Martín Alonso de Mesa.
La influencia de esta obra en el Perú fue perdurable. La calidad escultórica de sus relieves pero sobre todo los elementos de su arquitectura como los frontispicios y otros elementos decorativos constituyeron una referencia clave tanto en otras sillerías limeñas posteriores, como en las que se realizarán en Cuzco y otras ciudades del Virreinato, en las que con el tiempo se fue tendiendo a un mayor barroquismo.

## Evolución y consolidación delBarroco

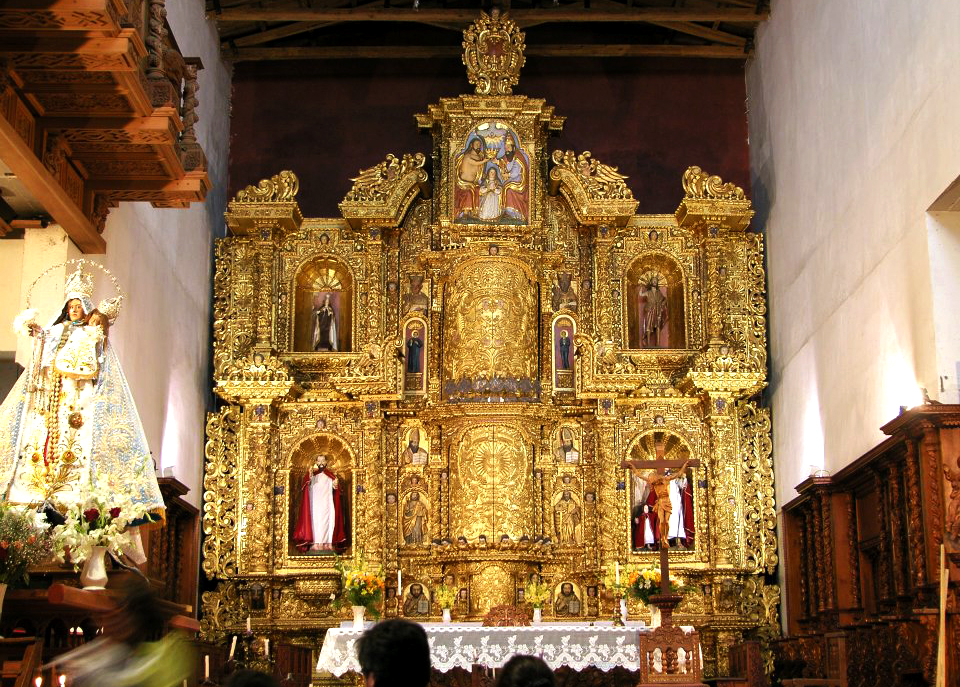
Retablo mayor de la iglesia de Chacas, Áncash, construido entre 1750 y 1755.

A mediados del siglo XVII se puede empezar a distinguir entre escuelas regionales. Lima siguió fiel a la herencia montañesina continuado por Bernardo de Robles y Lorenzana. En Cuzco y su región las tradiciones locales adquirieron mayor peso tanto en la escultura como en su escuela pictórica.
En Quito la escultura alcanzó una mayor importancia dentro de su tradición artística. La conocida como Escuela Quiteña había despuntado en el siglo anterior en el campo de la arquitectura y de la pintura pero fue en este siglo cuando la escultura alcanzó los niveles artísticos de las otras artes. Aquí también la influencia de la escuela sevillana es palpable. Aun así, aparecieron rasgos propios, aportaciones de la cultura indígena, que van diferenciando esta escuela del resto de escuelas iberoamericanas, Citaremos a José Olmos llamado Pampite como una de sus figuras más relevantes de estos años.
Pero sería en el desarrollo de los retablos donde se produjo una mayor variedad a medida que el gusto barroco se alejaba del clasicismo anterior. La riqueza del repertorio decorativo, el uso de motivos indígenas y la gran exuberancia de la que hacían gala, permitió a los ensambladores crear obras que marcaron el estilo local, y que tendrían una influencia recíproca en la arquitectura de portadas. En el último tercio del siglo la utilización de la columna salomónica introducida por el ensamblador Diego de Aguirre y utilizada inicialmente en Lima se difundió con gran aceptación por todo el Virreinato marcando una tendencia a un barroquismo más acentuado de raíz churrigueresca.
En Cuzco la imaginería religiosa de la segunda mitad del siglo obra de los talleres indígenas crearon esculturas de intensa veneración popular. Las imágenes de vestir, lujosamente enjoyadas, de intenso colorido, en cuyos rostros se utilizaban postizos así como cabello natural resaltaban las notas de dulzura o patetismo para impactar en los devotos. La gran figura del momento fue Juan Tomás Tuyro Túpac descendiente de la antigua nobleza incaica.

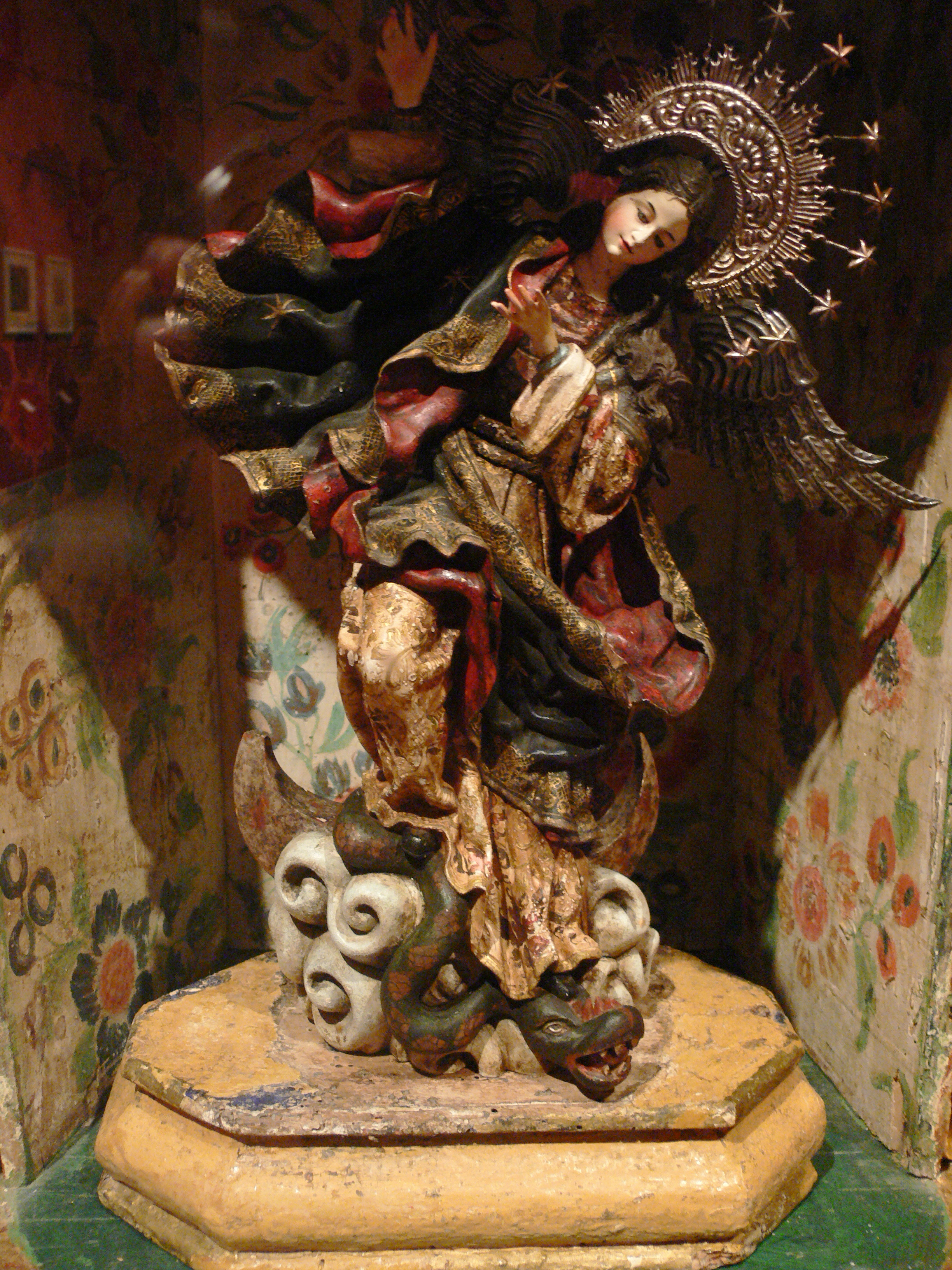
Virgen de Quito de Bernardo de Legarda

En Santa Fe de Bogotá y Tunja la segunda mitad de siglo vio surgir a los primeros imagineros de relevancia dentro de la escuela Neogranadina, la saga de los Lugo cuyo principal representante fue Pedro de Lugo Albarracín. Pervivía en la zona una tradición escultórica apegada al manierismo sevillano propio del siglo anterior y en el que la influencia indígena era menor que en Quito o Lima. Este estilo se mantuvo hasta final de siglo aunque lentamente, fue adaptando rasgos barrocos.
Durante la primera mitad del siglo XVIII la escultura de Lima se mantiene fiel al estilo realista de influencia andaluza, mostrando ya un cansancio en la reiteración de los modelos tradicionales. La irrupción del mestizo Baltazar Gavilán supuso una renovación de la escuela limeña creando tipos tan celebrados como la imagen de la Muerte Arquera.

### La singularidad de la escultura en las misiones jesuíticas guaraníes
En el siglo XVII con la creación de las misiones jesuíticas guaraníes se inició el desarrollo de una tradición escultórica autóctona basada en la original interpretación de los modelos europeos aportados por los religiosos.  Se crearon imágenes de acusada frontalidad, hieráticas y con ropajes de pliegues simétricos o  aplanados.
A finales del siglo XVII, la llegada de jesuitas europeos entre los que figuraba el italiano José Brasanelli introdujo una fuerte influencia del  barroco europeo en el arte local, si bien este influjo se fue suavizando gradualmente y adoptando características de la estética indígena buscando acercarlo a la mentalidad guaraní. Tan solo unas décadas después de la muerte de Brasanelli su escuela pierde peso y se observa una vuelta a un estilo tradicional renovado  que asimila en mayor o menor grado rasgos de la estética barroca.

## Influencia delRococó
En el siglo XVIII la escultura de Quito alcanzó un prestigio que trascendió el ámbito del Virreinato reconociéndose en la metrópoli y en otros países europeos, fundamentalmente en Portugal e Italia. Las imágenes ganan en dinamismo. Muestran un movimiento y un colorido de gran expresividad. Fue en estos años cuando dio a sus más afamados escultores: Bernardo de Legarda y Manuel Chili Caspicara fueron los principales maestros del periodo siendo considerado el segundo como uno de los principales artistas de la escuela quiteña.
La llegada a Santa Fe de Bogotá de Pedro Laboria en 1738 dotó de su artista más singular a  la escultura neogranadina en un momento en que esta llevaba en declive desde finales del siglo anterior. Los talleres santafereños acusaban la elevada importación de obras quiteñas así como el asentamiento de artistas de esta escuela en la zona de Popayán. El estilo de Laboria de un barroquismo dinámico y expresivo linda ya con el Rococó.